# Stefan Dietrich (Politiker)
Stefan Dietrich (* 1974; Heimatberechtigt in Bremgarten AG) ist ein Deutsch-Schweizer Politiker (SP), Grossrat des Kanton Aargau und Oberstufenlehrer.

## Leben
Stefan Dietrich ist als Kind einer jugoslawischen Auswandererfamilie in Deutschland aufgewachsen. Dort machte er später die Ausbildung zum Lehrer. Im Erwachsenenalter zog er in die Schweiz und wurde 2019 eingebürgert.

## Politik
Vor seinem Umzug in die Schweiz war Stefan Dietrich Mitglied der deutschen SPD.
Bereits vor seiner Einbürgerung war er politisch in der SP engagiert. 2011 wurde er Präsident der SP Bremgarten-Zufikon. Seit dem April 2022 war er mit Nora Langmoe Co-Präsident der SP Aargau. Die beiden wollten das Amt aufgrund Meinungsverschiedenheiten per April 2024 nach nur zwei Jahren gemeinsam ablegen. Stefan Dietrich kandidierte erneut als Einzelkandidat für das Präsidium, scheiterte jedoch am Duo Lucia Engeli und Anja Gestman.
Seit dem 6. September 2022 ist er Mitglied des Grossen Rats des Kanton Aargau, als er für den zurückgetretenen Thomas Leitch-Frey nachrückte. 2024 schaffte er die Wiederwahl in das Kantonsparlament.
Des Weiteren setzt er sich aktiv für das Ausländerstimmrecht in der Schweiz ein.